# Cirocha
Cirocha (węg. Ciroka) – rzeka we wschodniej Słowacji, w dorzeczu Dunaju. Długość – 56,6 km, powierzchnia zlewni – 499 km². Przeciętny roczny przepływ mierzony w Sninie – 2,85 m³/s.
Cirocha jest rzeką górską. Źródła ma w Bieszczadach Zachodnich (na Słowacji zwanych Górami Bukowskimi – Bukovske Vrchy), w pobliżu Przełęczy nad Roztokami Górnymi (słow. Ruske Sedlo), na wysokości ok. 760 m n.p.m. Płynie na południowy zachód. Jej górny bieg znajduje się w granicach Parku Narodowego „Połoniny”. Przepływa przez sztuczny zbiornik Starina, powstały przez wybudowanie zapory na 35,25 kilometrze jej biegu (powierzchnia dorzecza powyżej zapory wynosi 125,8 km²), następnie przecina wieś Stakčín i miasto Snina. Na przedmieściach Humennégo wpada do Laborca. Przyjmuje drobne dopływy z południowych stoków Bieszczadów, z Pogórza Użockiego i z północnych stoków Wyhorlatu.